# Statsrådsborgen

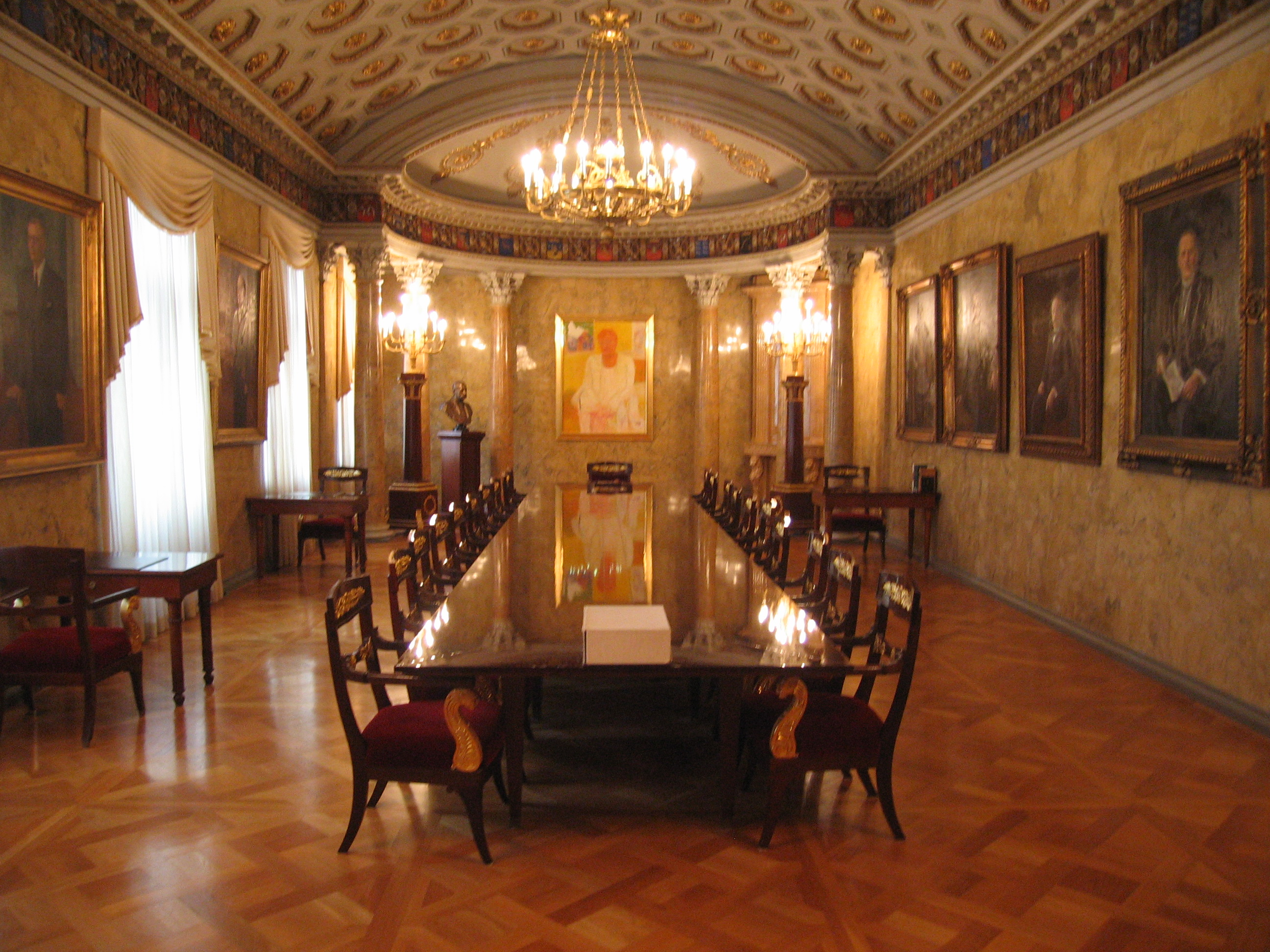
Sessionssalen för presidentföredragningar.

Statsrådsborgen, tidigare Senatshuset, är en nyklassisk byggnad vid Senatstorget i Helsingfors gamla centrum. Byggnaden inhyser statsrådets kansli, som leds av statsministern, justitiekanslersämbetet och största delen av finansministeriet. Byggnaden har ritats av den tyskfödde arkitekten Carl Ludvig Engel och byggts mellan åren 1818 och 1822.
Ursprungligen byggdes byggnaden åt Senaten för Finland. Senaten använde byggnaden ända till 1918, då det självständiga Finland bildades. Statsrådet flyttade in samma år och gav namnet åt byggnaden. 

## Historia
När Helsingfors blev Finlands huvudstad år 1812 fick Carl Ludvig Engel uppdraget att skapa ett imponerande centrum för den nya huvudstaden. Senatshuset var ett av de främsta projekten att planera. Områdets detaljplan gjordes av Johan Albrecht Ehrenström. Ehrenström placerade Senatshuset i kvarteret öster om Senatstorget. Kvarterets tidigare byggnader hade förstörts i en brand år 1808.
Byggnadsarbetena började år 1818. Flygeln mot Senatstorget blev klar år 1822 och samma år flyttade senaten in i huset. Flygeln mot Alexandersgatan stod färdig 1824 och flygeln mot Riddaregatan 1828. Den norra flygeln blev färdig 1853 och byggdes under ledning av Ernst Lohrmann på grund av Engels bortgång. Den östra flygeln byggdes om år 1916 efter ritningar av Johan Jacob Ahrenberg.
År 1904 sköt Eugen Schauman ihjäl generalguvernör Nikolaj Bobrikov i Senatshusets andra våning.

## Klockan
Statsrådsborgens gavel har en tornur på Senatstorgets sida samt med innegårdens sida med en gemensam mekanism. Klockan tillverkades av Jaakko Könni, en medlem av urmakarfamiljen Könni från Ilmola, som kom med sin son för att installera klockan i september 1822. Engel beställde ursprungligen klockan från en tysk urmakare men var tvungen att avbryta beställningen eftersom senaten gjorde en beställning från "någon bonde från Österbotten", som Engel skrev till en vän i förargelse.
Klocktavlorna genomgick den första grundliga reparationen vintern 2010–2011. De togs bort och demonterades i delar i september. Arbetet utfördes av förgyllningsmästaren Raimo Snellman. Klocktavlorna är återigen svarta, likt empirklockor, som de var ursprungligen, efter att ha varit ljusblåa en period. Ramen har efter renoveringen fortfarande den ursprungliga förgyllningen, men visarna och siffrorna som omger tavlan har förgyllts på nytt. Förgyllningen krävde 500 blad av guld. Det uppskattas att förgyllningen kommer att hålla i 60 år. Visarna har antagligen, på grund av den statliga betydelsen, ryska örnens vingar. Siffrorna var ursprungligen upprättstående men vinklades innan den ursprungliga installationen. Klocktavlan på Senatstorgets sida återställdes på plats i april 2011, och den på gårdens sida i juni 2011.
Klockan har sedan 1920 dragits upp manuellt varje onsdag av en urmakare från Widemarks urmakeri. Klockans diameter är 1,35 meter.

## Inredning
Trots sin stora storlek och imponerande utseende har Statsrådsborgen få högtidliga inomhusutrymmen, eftersom den ursprungligen ritades som en kontorsbyggnad. Byggnadens kanske mest kända utrymmen är sessionssalen för presidentföredragningar i Statsrådsborgen och huvudtrappan, som har bevarats nästan oförändrade sedan Engels tid.
Sessionssalen för presidentföredragningar, den tidigare senatens sessionssal, ligger på byggnadens andra våning, ovanför huvudingången och huvudfoajén. Under Storfurstendömet Finlands tid, alltså autonomins tid, höll kejserliga senaten sina plenarsessioner i salen under ledning av generalguvernören. Efter självständigheten har salen använts för gemensamma sessioner mellan republikens president och statsrådet. Den rikt utsmyckade ovala salen, omgiven av marmorerade pelare, är byggnadens mest imponerande utrymme.
Under autonomins tid fanns en tron, symbolen för kejsarens makt, bakom ordförandens stol vid salens ände, med den ryska dubbelörnen ovanför. Väggarna var dekorerade med porträtt av kejsarna. Efter självständigheten togs dessa symboler för rysk makt bort från salen och finns nu utställda på Nationalmuseet. Numera finns ett porträtt av den sittande presidenten på salens fondvägg, och på sidoväggarna hänger porträtt av tidigare presidenter. Presidenterna från K. J. Ståhlberg till J. K. Paasikivi hänger i sessionssalen, medan porträtt av de senare presidenterna på grund av platsbrist har placerats i salens förrum.
I anslutning till presidentens sessionssal, på andra våningen mot Senatstorget, finns även statsrådets sessionssal och statsministerns arbetsrum. Det senare, tidigare vice ordförandens rum i senatens ekonomiavdelning, är ett välbevarat exempel på byggnadens ursprungliga möblemang.
En av byggnadens betydande utrymmen var ursprungligen också det stora bibliotekssalen i östra flygeln, som byggdes för statens arkiv. Salen revs dock 1916 när östra flygeln höjdes till tre våningar.